# Ludwig Traub
Ludwig Traub (* 27. Mai 1844 in Schelklingen; † 21. April 1898 in Göppingen) war ein württembergischer Maler, Zeichner und Illustrator.

## Leben
Traub war ein Sohn des Fassmalers von Oggelsbeuren Wendelin Traub und dessen Ehefrau Theresia (geborene Tauber). Er wurde katholisch getauft. Der Vater erhielt am 3. Januar 1831 mit seiner Familie das Bürgerrecht in Schelklingen. Sein Vater war ein ausgebildeter Kunstmaler, hatte aber in Schelklingen nur wenige Aufträge und arbeitete überwiegend als Fassmaler, Schriftenmaler und Anstreicher. Eine der wenigen bekannten Zeichnungen von Wendelin Traub ist das Ganzkörperporträt des Jakob Friedrich Sprandel. Traubs älterer Bruder war Wilhelm Traub (1828–1874), welcher an der Münchener Kunstakademie zum Maler ausgebildet wurde und sich dort niederließ.
Traub war um 1864 bis um 1870 Schüler der Stuttgarter Kunstakademie. Zeitlich und stilistisch muss er ein Schüler Bernhard von Nehers gewesen sein. Er ließ sich nach seiner Ausbildung in Göppingen nieder und arbeitete als Kirchenmaler für die Kirchen in Wilflingen, Gruol und lieferte Decken- und Wandgemälde für mehrere Donzdorfer Kapellen. Bekannter wurde er durch seine Illustrationen zu den Werken von Christoph von Schmid und anderen Jugendbuchautoren, vor allem aber auch durch seine Illustrationen für die Marienkalender Karl Mays.

## Familie
Traub heiratete in erster Ehe in Berg bei Ravensburg am 31. März 1870 Francisca Rothenhäusler. In der Ehe wurden sechs Kinder geboren, darunter Franziska, welche in Altshausen am 7. Oktober 1896 Richard Josef Mesmer, den dortigen Verwaltungsaktuar, ehelichte. Nach dem Tod seiner Frau in Saulgau am 29. Juli 1884 heiratete Traub ein zweites Mal am in Donzdorf am 28. April 1885 Pauline Beiter. In der zweiten Ehe entstanden nochmals acht Kinder, darunter Pauline, welche am 9. Februar 1936 den Bürgermeister a. D. Josef Knöpfler heiratete.

## Werke (Auswahl)
Gemälde
- Geburt Christi: Deckengemälde in der Kirche von Wilflingen, insgesamt wurde er 1884 für die Fertigung von 5 Plafondgemälden und weitere Werke in Wilflingen entlohnt.[4]
- Wandgemälde in der Katholischen Pfarrkirche St. Clemens (erbaut von 1846 bis 1849) von Gruol
- 1885: vier Wandbilder im neogotischen Stil mit Szenen aus dem Leben des Heiligen Laurentius in der Kapelle von Hürbelsbach, eine Filialkirche der Pfarrei St. Martinus in Donzdorf.
- 1886/87: Ausmalung der Wände und Decken in der Grünbacher Kapelle anlässlich deren Umbaus
- 1887: Kapelle St. Georg in Unterweckerstell: im Zentrum des Kirchenschiffs befindet sich an der Decke in einem kleeblattförmigen Rahmen eine Darstellung des heiligen Georg, bezeichnet „L. Traub“.

Buchillustrationen
- Anna Benfey, Bilder aus dem Mädchenleben: vier Erzählungen; von Anna Benfey-Schuppe. Mit einem Titelbilde in Farbenlichtdruck und einem Tondruckbilde von Ludwig Traub. Kempten: Kösel, 1898. 61 S. Illustrationen.
- Christoph von Schmid, Genoveva: eine der schönsten und rührendsten Geschichten des Altertums; neu erzählt für alle guten Menschen, besonders für Mütter und Kinder. Mit koloriertem Titel und Illustrationen von Ludwig Traub. Regensburg: Verlagsanstalt, 1889. (Katholische Jugend-Bibliothek, Bd. 19). 147 S., 1 Farbtafel: Illustrationen.
- Christoph von Schmid, Rosa von Tannenburg: eine Geschichte des Altertums für Eltern und Kinder. Prachtausgabe mit koloriertem Titelbild und Illustrationen von Ludwig Traub. Regensburg: Manz, ca. 1890. 172 S.
- Max Steigenberger (Domprediger) und Ludwig Traub (Maler) (Hrsg.), Neues Weihnachtsbüchlein. Regensburg: Pustet, 1893. 60 S., [15] Bl. Zahlreiche Illustrationen.
- Max Steigenberger, Bischöflicher Geistlicher Rat und Ludwig Traub, Maler (Hrsg.), Neues Weihnachtsbüchlein. 3. Aufl. Regensburg: Verlag Jos. Kösel & Friedrich Pustet Kommanditgesellschaft Verlagsabteilung Regensburg, 1920. 60 S.

Illustrationen für die Marien-Kalender von Karl May
- 1890: Christus oder Muhammed. Pustet, Regensburger Marien-Kalender 1891, 4 Holzstiche.
- 1891: Mater dolorosa. Pustet, Regensburger Marien-Kalender 1892, 4 Holzstiche.
- 1892: Nûr es Semâ – Himmelslicht. Benziger, Benziger’s Marien-Kalender 1893, 5 Strichätzungen.
- 1893: Christ ist erstanden. Benziger, Benziger’s Marien-Kalender 1894, 6 Strichätzungen.
- 1893: Maria oder Fatima. Cordier, Eichsfelder Marien-Kalender 1894, 5 Strichätzungen.
- 1893: Ein Reise-Abenteuer bei den Zibar-Kurden. Fuldaer Bonifatius-Kalender 1894, 4 Strichätzungen.
- 1894: Der Kutb. Benziger, Benziger’s Marien-Kalender 1895, 4 Strichätzungen.